# Shigure (1935)
Pour les autres navires du même nom, voir Shigure.
Le Shigure (時雨) était un destroyer de classe Shiratsuyu en service dans la Marine impériale japonaise pendant la Seconde Guerre mondiale.

## Historique
Fin 1941, il patrouille au large du Japon avant d'effectuer de nombreuses missions de convoyage dans le Pacifique. En 1942, il participe à la bataille de la mer de Corail et à la bataille de Midway. En octobre et novembre 1942, il prend part à des « Tokyo Express » puis à la première bataille navale de Guadalcanal dans la nuit du 12 au 13 novembre 1942 avant de reprendre ses missions d'escorte entre Truk et le Japon.
Durant la moitié de l'année 1943, il escorte divers convois et navires de guerre tout en effectuant de nombreux « Tokyo Express ». Survivant de la bataille du golfe de Vella les 6-7 août, il prend part à la bataille d'Horaniu les 17-18 août, puis couvre des opérations d'évacuation de troupes avant de retourner à Sasebo à la mi-novembre pour des réparations. Le 24 décembre, il entre en collision avec un bateau de pêche dans le détroit de Bungo.

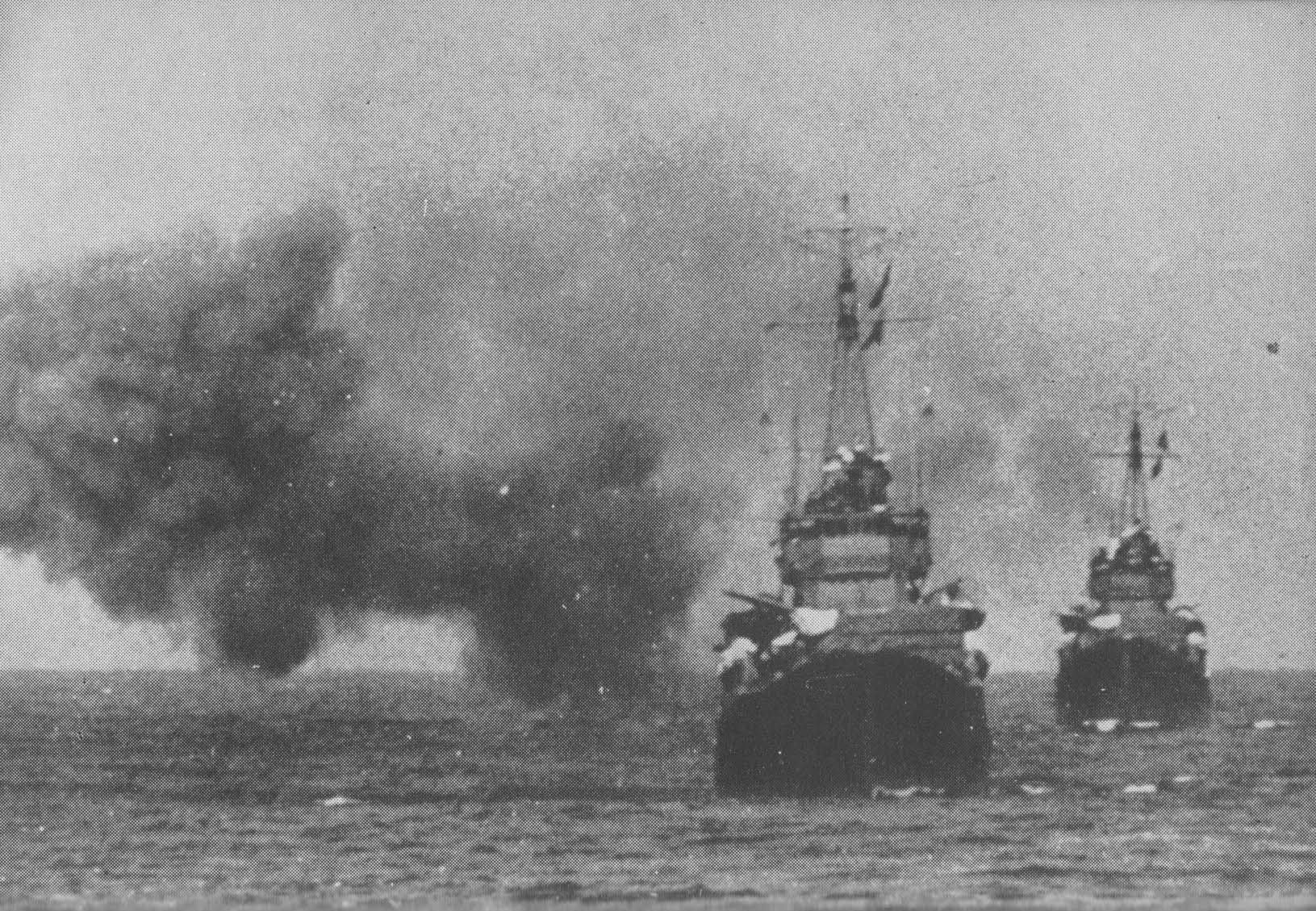
Les Samidare et Shigure au large de la côte de l'île de Bougainville, quelques heures avant la bataille navale de Vella Lavella, le 6 octobre 1943.

En janvier 1944, pendant une escorte de convoi entre Truk, Tarakan et Balikpapan, le destroyer subit de lourds dégâts lors d'un raid aérien américain sur Truk, tuant 21 membres d'équipage et en blessant 45 autres. En juin, il prend part à l'operation "KON" (renforcement de Biak), en réponse aux débarquements américains. Il sauve 110 survivants du destroyer Harusame le 8 juin, puis un accrochage entre un groupe de croiseurs et de destroyers alliés, tua sept membres d'équipage et en blessa 15 autres. Du 19 au 20 juin, le Shigure prend part à la bataille de la mer des Philippines avec la « Force B » de l'amiral Takatsugu Jōjima, au cours duquel il sauve des survivants du porte-avions Hiyō. Il est endommagé lors de la bataille du golfe de Leyte, touché d'une bombe à sa tourelle le 24 octobre, tuant cinq membres d'équipage et en blessant six. Il est de nouveau endommagé lors de la bataille du détroit de Surigao, atteignant Brunei le 27 octobre. Le Shigure retourne à Sasebo pour des réparations en novembre, il pourrait avoir coulé le sous-marin USS Growler au large de Mindoro le 8 novembre. Les Shigure et Momi (en) sauvent 146 survivants du porte-avions Unryū.
Le 24 janvier 1945, alors qui escortait un convoi de Hong Kong à Singapour, le Shigure est torpillé et coulé par le sous-marin USS Blackfin dans le golfe du Siam, à environ 160 milles (260 km) à l'est de Kota Bharu, à la position 6° 00′ N, 103° 48′ E. Le navire coule lentement, permettant à 270 survivants de s'échapper, tandis que 37 hommes ont été tués. Les survivants sont sauvés par les navires d'escorte Kanju et Miyake. Le Shigure est rayé des listes de la marine le 10 mars 1945.